# (1185) Nikko
(1185) Nikko – planetoida z pasa głównego asteroid okrążająca Słońce w ciągu 3 lat i 128 dni w średniej odległości 2,24 au. Została odkryta 17 listopada 1927 roku w obserwatorium w Tokio przez Okuro Oikawę. Nazwa planetoidy pochodzi od Nikkō, miasta w Japonii. Przed nadaniem nazwy planetoida nosiła oznaczenie tymczasowe (1185) 1927 WC.